# Titrage potentiométrique
Un titrage potentiométrique est une méthode de titrage par potentiométrie durant laquelle on mesure le potentiel électrique d'une solution entre deux électrodes (électrode indicatrice et électrode de référence) en fonction du volume de réactif titrant ajouté dans le but de déterminer la concentration d'une espèce chimique dans cette solution. 

## Électrodes
L'électrode indicatrice peut être de verre ou métallique. L'électrode de référence peut être à hydrogène, au calomel ou argent-chlorure d'argent. 

## Propriétés
Le titrage potentiométrique présente les avantages suivants en comparaison avec le titrage visuel utilisant des indicateurs coloré:
- il est plus précis même sur des solutions très diluées ;
- il est plus facile à automatiser ;
- la détection du point de fin de titrage est plus facile surtout si la solution est colorée, fluorescente ou trouble ou s'il existe des espèces non attendues.

## Courbe de titrage

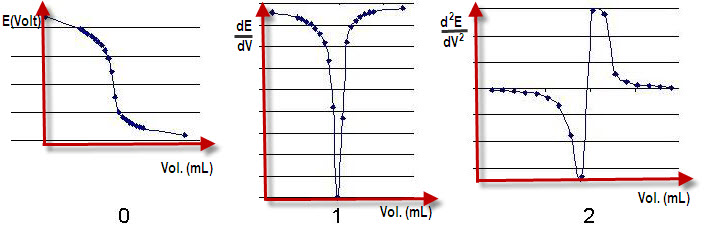
Les trois courbes de titrage potentiométrique.

La détermination du point de fin de titrage peut être réalisée par trois méthodes graphiques où l'axe des abscisses est toujours le volume de réactif ajouté  :
| Axe des ordonnées          | Le point de fin de titrage                   | Figure |
| -------------------------- | -------------------------------------------- | ------ |
| Le potentiel E             | Le point d'inflexion de la courbe            | 0      |
| La dérivée première ∆E/∆V  | L'extremum (maximum ou minimum) de la courbe | 1      |
| La dérivée seconde ∆E2/∆V2 | Le changement de signe                       | 2      |

## Applications
Le titrage potentiométrique peut être réalisé lors des titrages avec précipitation (argentimétrie par exemple), complexométrique, rédox et acido-basique ou titrage pH-métrique.